# 2006년 상무 피닉스 야구단 시즌
2006년 상무 피닉스 야구단 시즌은 상무 피닉스 야구단이 KBO 퓨처스리그에 참가한 6번째 시즌이다. 김정택 감독이 팀을 이끌었다. 팀은 북부리그 6팀 중 1위에 올라 창단 4번째 우승을 달성했으며, 전체 10팀 중 승률 1위를 기록했다. 참고로 이때 상무 피닉스 야구단의 승률은 0.806으로 퓨처스리그 역대 최고 승률이었으며, 전체 2위 LG 트윈스 2군(승률 0.625)과는 13경기 차이가 났다.

## 타이틀
- 대륙간컵 국가대표: 김대우, 정상호, 박정권, 유재웅, 김상현
- 북부리그 평균자책점: 김문수 (2.36)
- 완봉: 이대환 (1)
- 다승: 김대우 (12)
- 승률: 김대우 (0.923)
- 구원승: 권오원 (5)
- 세이브: 문용민 (15)
- 홀드: 김문수 (11)
- 탈삼진: 김주철 (87)
- 북부리그 최소 실점: 김문수 (17)
- 북부리그 최소 자책점: 김문수 (16)
- 타석: 김상현 (347)
- 타수: 유재웅 (295)
- 타율: 이영수 (0.401)
- 출루율: 이영수 (0.471)
- 장타율: 김상현 (0.654)
- OPS: 김상현 (1.119)
- 득점: 김상현 (67)
- 안타: 조재호 (115)
- 1루타: 조재호 (89)
- 2루타: 유재웅 (23)
- 홈런: 김상현 (23)
- 타점: 김상현 (70)
- 북부리그 4사구: 김상현 (55)
- 최소 삼진: 김재호 (14)

## 선수단
- 투수 : 권오원, 김주철, 김대우, 이대환, 양성제, 김문수, 문용민, 최혁길, 김휘곤, 위대한, 윤성귀, 박창근, 남궁훈, 한동우, 차상근, 고우석
- 야수 : 조재호, 정상호, 이영수, 유재웅, 박정권, 박노민, 문규현, 김재호, 김상현, 허일상, 허용, 이인구, 서동욱, 방승재, 박석민, 김민석

## 같이 보기
- 2007년 상무 피닉스 야구단 시즌